# Thomas Basset († 1220)
Thomas Basset († vor 1. Mai 1220) war ein englischer Adliger, Militär und Höfling.

## Herkunft und Aufstieg im Dienst der englischen Könige
Thomas Basset war ein jüngerer, vermutlich der zweite Sohn seines gleichnamigen Vaters Thomas Basset und von dessen Frau Adeliza de Dunstanville. Wie sein Vater, der König Heinrich II. bis zu seinem Tod um 1182 als Richter diente, trat auch Thomas in den Dienst des Königs. Erstmals wird er um 1180 erwähnt. Obwohl er und seine beiden Brüder Gilbert († 1205) und Alan nach dem Tod ihres Vaters um 1182 das Erbe teilten, erhielt jeder einen Besitz, der genug Knight’s fees umfasste, so dass sie als kleine Kronvasallen galten. Vor 1190 verwaltete Thomas Basset als Günstling von König Richard Löwenherz Besitzungen in Oxfordshire, kurzzeitig verwaltete er auch Besitzungen in Herefordshire und Shropshire. Nachdem Richard Löwenherz zum Kreuzzug aufgebrochen war, diente Basset als Ratgeber von dessen Bruder Johann Ohneland, der zu dieser Zeit Graf von Mortain war. Wegen des Konfliktes zwischen Johann und Kanzler William Longchamp um die Vorherrschaft in England wurde Basset 1191 von Longchamp, der auch Bischof von Ely war, exkommuniziert. 1192 war Basset für Johann Verwalter von Cookham und Bray Manor in Berkshire. Er wurde jedoch nicht weiter in die Rebellion von Johann gegen seinen Bruder verwickelt, so dass er nach der Rückkehr des Königs wieder an den Königshof zurückkehren konnte. Der König gab ihm dafür 1194 das Gut von Colyton in Devon als Lehen, dazu 1198 das benachbarte Gut von Whitford. 1194 diente Basset in der Armee des Königs in der Normandie. Zwischen 1197 und 1199 wird er mehrfach als Zeuge im Gefolge des Königs in England und in der Normandie genannt, und im April 1199 gehörte er zu den wenigen Gefolgsleuten, die beim Tod von Richard Löwenherz in Châlus zugegen waren.

## Loyaler Unterstützer von Johann Ohneland
Nach dem Tod von Richard Löwenherz trat Basset wieder in den Dienst von Johann, der nun als Nachfolger seines Bruders König wurde. Vor 1202 wurde Basset Constable von Dover. Dazu war er von 1202 bis 1214 Constable und Sheriff von Oxford, ein Amt, das vor ihm bereits sein Vater und sein älterer Bruder Gilbert innegehabt hatten. 1202 wurde er Verwalter von Headington in Oxfordshire, das ihm 1203 als Lehen mit einer Knight’s fee übergeben wurde. Während des Französisch-Englischen Kriegs wurde Basset 1204 Verwalter von zahlreichen Gütern, deren Besitzer nach der Eroberung der Normandie durch den französischen König diesem für ihre Güter in der Normandie die Treue schworen, wofür im Gegenzug ihre englischen Güter vom englischen König beschlagnahmt wurden. 1205 erhielt er gegen eine Gebühr von 500 Mark die Verwaltung der Ländereien und die Vormundschaft für den minderjährigen Henry de Beaumont, den Erben von Waleran de Beaumont, 4. Earl of Warwick. Basset verheiratete den jungen Henry mit seiner Tochter Philippa. Im folgenden Jahr erwarb Basset gegen eine Gebühr von 200 Mark die Verwaltung der Besitzungen seines Onkels Walter de Dunstanville. Diese hatte zuvor sein Bruder Gilbert Basset verwaltet, der jedoch 1205 gestorben war. Dazu erbte Thomas Basset das Gut von North Stoke in Oxfordshire. 1210 nahm er am Feldzug von König Johann nach Irland teil, und auch während des Ersten Kriegs der Barone blieb er ein loyaler Vasall des Königs. Dieser beauftragte ihn mit der Verwaltung von Warwick Castle und mehreren beschlagnahmten Besitzungen der Rebellen. Der Chronist Roger von Wendover zählte ihn deshalb zu den schlechten Ratgebern von König Johann, und angeblich gehörte er zu den Baronen, die König Johann überzeugen konnten, 1215 die Magna Carta zu bestätigen. Zusammen mit seinem jüngeren Bruder Alan Basset kämpfte er im Mai 1217 auf der Seite der königlichen Truppen in der Schlacht von Lincoln. Auch nach dem Frieden von Lambeth konnte er Besitzungen des Königs, deren Verwaltung er während des Bürgerkriegs übernommen hatte, in seinem Besitz halten. Er starb wahrscheinlich kurz vor dem 1. Mai 1220.

## Familie und Nachkommen
Basset hatte Philippa Maubanc geheiratet, die vermutlich aus der Normandie stammte. Da er ohne männliche Nachkommen starb, wurden nach seinem Tod seine Besitzungen zwischen seinen drei Töchtern aufgeteilt:
- Joan, ⚭ Reginald de Vautort (Valletort) († 1245);
- Alice, ⚭ (1) William Malet († 1215)[4], ⚭ (2) John Biset;
- Philippa († vor 1265), ⚭ (1) Henry de Beaumont, 5. Earl of Warwick, ⚭ (2) Sir Richard Siward.

Da Philippa und Joan kinderlos starben, fielen die Besitzungen von Thomas Basset schließlich an die Nachfahren von Alice Basset.